# Холмистий (Нев'янський міський округ)
Холми́стий (рос. Холмистый) — селище у складі Нев'янського міського округу Свердловської області.
Населення — 1 особа (2010, 1 у 2002).
Національний склад станом на 2002 рік: росіяни — 100 %.
Стара назва — Забільний.